# Кангас-де-Оніс
Кангас-де-Оніс (ісп. Cangas de Onís, аст. Cangues d'Onís) — муніципалітет в Іспанії, у складі автономної спільноти Астурія. Населення — 6761 осіб (2009).

## Географія
Муніципалітет розташований на відстані близько 350 км на північ від Мадрида, 60 км на схід від Ов'єдо.

## Парафії
1. Абамія
2. Кангас-де-Оніс
3. Кон
4. Ковадонга
5. Грасанес
6. Ла-Р'єра
7. Лабра
8. Маргольєс
9. Тріонго
10. Вільянуева
11. Сардон

## Демографія
Динаміка населення (INE ):

## Уродженці
- Клементе Вільяверде (*1959) — відомий у минулому іспанський футболіст, захисник.

## Галерея зображень

Розташування муніципалітету
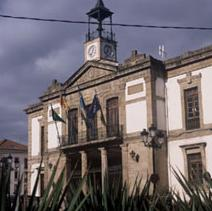
Муніципальна рада